# Boris Pahor
Boris Pahor ([boris pachor]; 26. srpna 1913, Terst – 30. května 2022) byl slovinský spisovatel. Je považován za jednoho z nejvýznamnějších spisovatelů píšících ve slovinštině 20. století a je také nejvíce překládaným slovinským autorem: do francouzštiny, němčiny, srbštiny, chorvatštiny, maďarštiny, angličtiny, španělštiny, italštiny, katalánštiny, finštiny a esperanta. Nejvíce překládanou knihou je Nekropola (Nekropole), román o spisovatelově životě v koncentračním táboře Natzweiler-Struthof.
Několikrát se uvažovalo o autorově navržení na Nobelovu cenu za literaturu. Antifašista Pahor byl svědkem fašistického násilí na Slovincích v Itálii a utrpení v německých koncentračních táborech za druhé světové války. Byl vytrvalým zastáncem nacionálnosti jako primární sociální identity.

## Mládí a vzdělávání

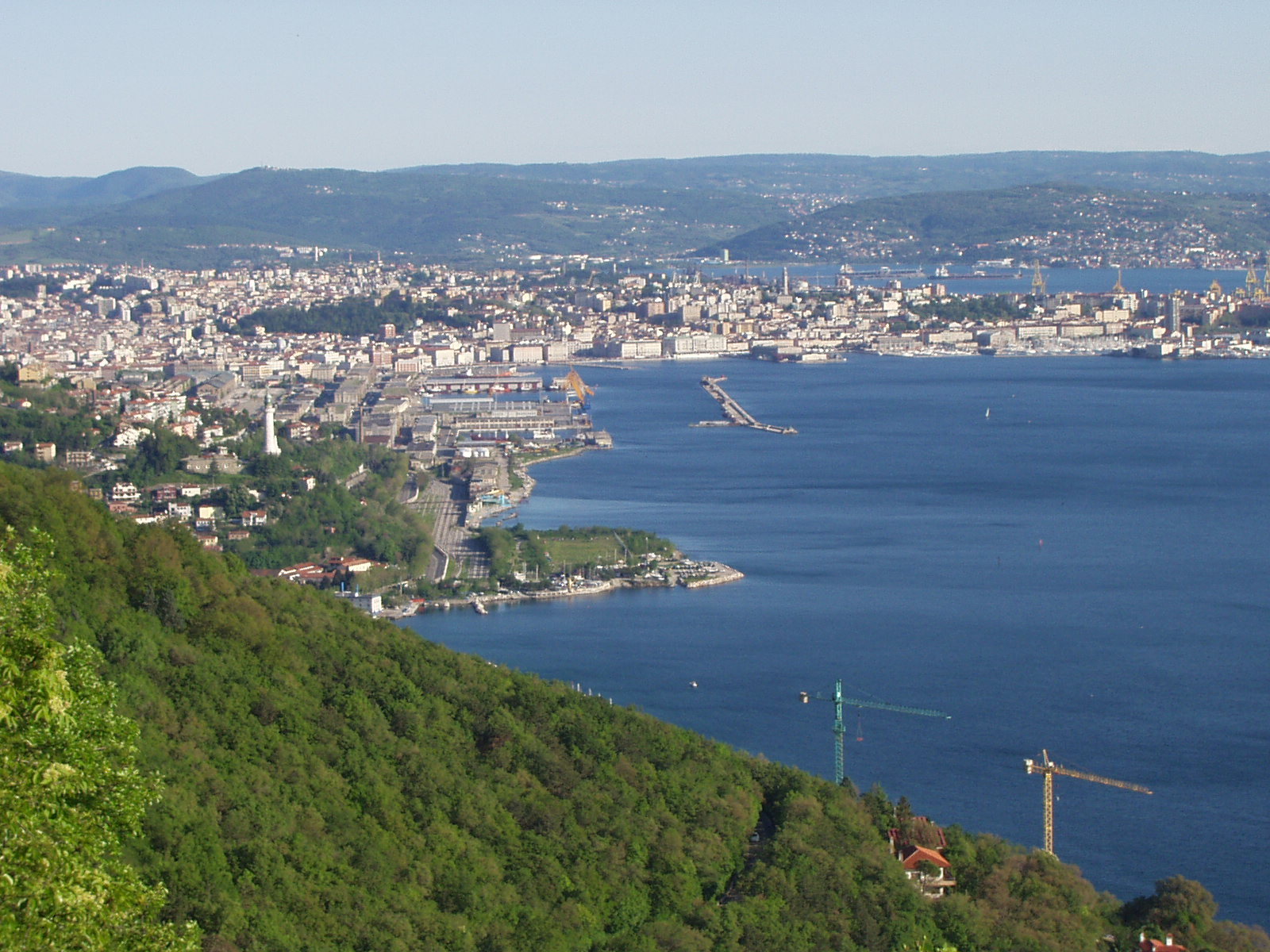
Pohled na Terst, „Město v zálivu“ z Pahorova románu

Pahor se narodil ve slovinské rodině v Terstu, v tehdejším Rakousko-Uhersku. Jeho otec Franc se do města přestěhoval z Kostanjevice na Krasu a byl zaměstnán jako úředník rakouské správy; roku 1919 jej nová italská vláda propustila, začal tedy pracovat jako pouliční prodavač. Matka Marija Ambrožič byla z Malé Pristavy u Šentpetra (dnes Pivka), narodila se v Materiji.
V dětství a mládí byl Boris Pahor svědkem růstu nacionalistické ideologie, roku 1920 např. zapálení slovinského Národního domu v Terstu italskými fašisty. Vzpomínky na tuto událost jsou popsány ve sbírce Kres v pristanu (Oheň v přístavu) a v románu Trg Oberdan (Náměstí Oberdan) (na tomto náměstí, pojmenovaném po Guglielmu Oberdanu, italském iredentistovi z 19. století, stál Národní dům). O násilí na slovinštině názorně píše v črtě Metulj na obešalniku (Motýl na věšáku) ze sbírky Grmada v pristanu (Hranice v přístavu), ve které fašistický učitel pověsí malou Julku za copy na háček věšáku, protože mluvila slovinsky.
Roku 1919 začal Pahor chodit na slovinskou základní školu v Terstu. Roku 1923 byly Gentileho školskou reformou zrušeny všechny slovinské a chorvatské školy v Julském Benátsku a Pahorovo vzdělávání pokračovalo v italštině. 1930 se zapsal na klasické gymnázium v biskupském semináři v Koperu, kde roku 1935 maturoval. Poté studoval v Gorici teologii, roku 1938 však studia zanechal. Během studia jej silně šokovalo brutální napadení slovinského dirigenta Lojzeho Bratuže, který byl na Štědrý večer roku 1936 unesen a mučen fašisty a na následky mučení v gorické nemocnici zemřel.
Během studia se začal zajímat o slovinský spisovný jazyk. V té době bylo v Julském Benátsku zakázáno jakékoli veřejné i soukromé používání slovinštiny. Z toho důvodu Pahor uveřejnil svou první prózu v celjském časopise Mladika pod pseudonymem Jožko Ambrožič. Roku 1939 navázal písemný styk s básníkem Edvardem Kocbekem. Ten jej seznámil se současnými literárními směry a pomáhal mu se spisovným jazykem. V Terstu byl v blízkém styku se slovinskými antifašistickými intelektuály a tigrovci, kteří fungovali undergroundově, např. s básníkem Stankem Vukem. V této době byl také redaktorem časopisů Malajda (1939) a Dvignjeni iz nedelje strmimo v zemeljski krog (1940), jehož název byl vypůjčen z Kocbekovy básně Slovenska zemlja ze sbírky Zemlja.

## Válka a zajetí
Roku 1940 byl Pahor povolán do italské armády a 1941 poslán do Libye (Gars Garabulli, Gharján, Tripolis, Kyrenaika, Benghází, Derna). O libyjské zkušenosti a osobní proměně, kterou způsobila setkání s arabským světem a istrijskými vojáky spolutrpiteli, podává svědectví v románu Nomadi brez oaze (Nomádi bez oázy). Před návratem do Itálie v Benghází znovu maturoval, protože mu nebyla uznána maturita z koperského ústavu. Roku 1941 byl jako vojenský překladatel s hodností šikovatele přemístěn do tábora pro zajaté důstojníky jihoslovanské armády v Bogliacu u Gardského jezera. Na Padovské univerzitě se zapsal na studium italské literatury.
Po zhroucení Mussoliniho Itálie a její kapitulaci se v září 1943 vrátil do Terstu, který byl již pod německou okupací, a připojil se k Osvobozenecké frontě. Roku 1955 toto období popsal v románu Mesto v zalivu (Město v zálivu). 21. ledna 1944 byl zatčen domobranci a předán gestapu, kterým byl uvězněn ve vězení Coroneo v Terstu a 28. února 1944 spolu s 600 dalšími deportovanými poslán do nacistických koncentračních táborů (Natzweiler-Struthof, Markirch, Dachau, Mittelbau-Dora, Harzungen a Bergen-Belsen, který byl osvobozen 15. dubna 1945). Zkušenosti z koncentračních táborů se staly tématem Pahorových děl (např. Nekropola); na základě toho byl srovnáván s Primem Levim, Imrem Kerteszem a Jorgem Semprúnem. Mezi dubnem 1945 a prosincem 1946 byl kvůli tuberkulóze (hemoptýza na pravé polovině plic) převezen do sanatoria Červeného kříže Calmette par Charly ve francouzských lázních ve Villers-sur-Marne, region Île-de-France (píše o tom v románu Onkraj pekla so ljudje (Na druhé straně pekla jsou lidé)).

## Po druhé světové válce
Do Terstu se Pahor vrátil koncem roku 1946, když bylo území pod správou spojenců. Roku 1947 odpromoval na Padovské univerzitě u profesora Artura Cronia s tématem Expresionismus a neorealismus v lyrice Edvarda Kocbeka a téhož roku se s básníkem setkal. Navázal s ním blízké přátelství, které trvalo až do Kocbekovy smrti. Několik let žil jako svobodný spisovatel. Získal spisovatelské stipendium a publikoval v Bevkově časopise Razgledi. Koncem roku 1951 se zastal v Primorskem dnevniku Kocbekovy sbírky Strah in pogum (Strach a odvaha), která zažívala kritický pogrom. Následkem toho byl rozkol terstského levicového kruhu, ve kterém Pahor působil od roku 1946, a konec Pahorovy spolupráce s Primorskim dnevnikem. Roku 1953, když přestal vycházet časopis Razgledi, zkusil vydávat vlastní časopis Sidro (spolu s Pavlem Merku a Alojzem Rebulou) a poté Tokovi; jejich vydávání však nemělo dlouhého trvání. Sblížil se s liberálními demokraty a roku 1966 založil časopis Zaliv (jeho odpovědným redaktorem byl až do konce spisovatel Milan Lipovec), ve kterém hájil tradicionální demokratickou politiku proti jednostranickému systému tehdejší socialistické Jugoslávie. Až do konce svého vydávání roku 1990 byl časopis prostorem pro polemické příspěvky slovinských odpůrců režimu.
Mezi lety 1953 a 1975 Pahor pracoval jako učitel italské literatury na slovinské střední škole v Terstu. Byl aktivním členem a čestným místopředsedou Mezinárodního sdružení na ochranu ohrožených jazyků a kultur AIDLCM (Association internationale pour la défense des langues et cultures menacées). V této funkci procestoval Evropu a objevoval její kulturní pestrost. Vedle slovinštiny a italštiny plynně hovoří také francouzsky. Politicky podpořil stranu Slovinská unie a ve volbách kandidoval na její kandidátce.
Roku 1952 se oženil s Radoslavou Premrl (zemřela roku 2010), sestrou slovinského antifašistického odbojového hrdiny Janka Premrla-Vojka.

### „Aféra Zaliv“
Roku 1975 vydali Boris Pahor s Alojzem Rebulou v Terstu brožuru Edvard Kocbek: pričevalec našega časa (Edvard Kocbek: svědek našeho času) s rozhovorem s tímto slovinským básníkem a myslitelem, který v něm odsoudil povraždění 11 000 slovinských domobranců, kteří byli po svém útěku do Korutan vráceni Brity do Jugoslávie. Kniha v Jugoslávii vzbudila silné reakce, Kocbek byl zavrhován a vyloučen z veřejného života. Zaliv, který knihu vydal, byl v Jugoslávii zakázán a Pahorovi byl na dva roky (do roku 1979) zakázán vstup do země. Hranici znovu překročil roku 1981, když se zúčastnil Kocbekova pohřbu. Roku 1989 vydal Pahor ve Slovinské matici v knize Ta ocean strašno odprt (Ten oceán strašně otevřený) vzpomínky na Kocbeka, čímž napomohl básníkově rehabilitaci.

## Vystupování v médiích a politické působení
V lednu 2008 byla v novinách La Repubblica v článku s názvem Il caso Pahor (Případ Pahor) vyjádřena lítost nad tím, že byl autor v Itálii kvůli italské nacionalistické atmosféře v Terstu tak dlouho neznámý:
40 let bylo pro takto významného autora potřeba, aby se stal známým ve své vlasti… Příliš dlouho byl zájem na tom, aby se zakrylo, že v „absolutně italském“ Terstu někdo tvoří velké, vynikající věci v jiném jazyce než italském.
V únoru 2008 byl Pahor hostem populární sobotní talk show Che tempo che fa na veřejnoprávní televizi RAI, ve které upozornil na zločiny, jež spáchal italský fašismus na Slovincích v Terstu i jinde. Rozhovor vzbudil velký zájem a mnohým Italům odhalil události, o kterých dosud mnoho nevěděli. V březnu 2010 byl o Pahorově životě natočen dokumentární film Trmasti spomin.
Roku 2009 Pahor kandidoval do Evropského parlamentu za Jihotyrolskou lidovou stranu.

## Ocenění a uznání
- 1992 – Prešernova nagrada (Prešernova cena – nejvyšší slovinské ocenění v oblasti umění)
- 2003 – Ocenění zlatý sv. Just, které udělují terstští novináři mezinárodně uznávaným terstským spoluobčanům
- 2005 – čestný doktorát Univerzity na Primorskem
- 2007 – řád legie cti (Chevalier de l'Ordre de la Légion d'honneur), nejvyšší francouzské státní uznání
- čestný doktorát Univerzity v Lublani
- 1993 – dopisující člen SAZU (Slovinské akademie věd a umění), od roku 2009 jejím řádným členem
- rakouský čestný kříž za vědu a umění – za šíření povědomí o nebezpečí fašismu; nejvyšší uznání pro cizince v Rakousku
- 2010 – čestné občanství města Mariboru
- 2011 – francouzský řád komtura v umění a humanismu (Commandeur de l'Ordre des Arts et des Lettres)

### Odmítnutá uznání
V srpnu 2009 nabídl Pahorovi terstský starosta Roberto Dipiazza cenu za jeho roli v oblasti kultury, utrpení za nacistické okupace a odpor proti jihoslovanskému komunistickému režimu. Pahor ocenění odmítl, protože v odůvodnění nebyl zmíněn jeho odpor proti italskému fašismu. Italští levicoví intelektuálové Pahorovo rozhodnutí podpořili.
V březnu 2010 byl Pahor navržen na udělení čestného občanství města Lublaně, návrh však nebyl poslán městským radním, protože se Pahor vyjádřil, že si tuto čest nepřeje z důvodu, že se Lublaň po první světové válce chovala k slovinskému Přímoří macešsky.

### Romány
- Mesto v zalivu (1955); zkráceno v Razgledech 1949–51
- Vila ob jezeru (1955)
- Nomadi brez oaze (1956)
- Onkraj pekla so ljudje (1958), roku 1978 vydán pod názvem Spopad s pomladjo, dramatizace Igor Lampret a Marko Sosič
- Parnik trobi nji (1964)
- Nekropola (1967)
- Zatemnitev (1975)
- V labirintu (1984)
- V vodoravni legi (1997)
- Zibelka sveta (1999)
- Zgodba o reki, kripti in dvorljivem golobu (2003)
- Trg Oberdan (2006)

### Krátká próza
- Moj tržaški naslov (1948)
- Kres v pristanu (1959), 1972 vydané pod názvem Grmada v pristanu
- Na sipini (1960)
- Varno naročje (1974)
- Dihanje morja (2001)

### Esejistika
- Svobodna polemika (1952)
- Odisej ob jamboru (1969)
- Tržaški mozaik (1983)
- Ladja brez krmarja: narodna identiteta v italijanski književnosti od Danteja do Slataperja (1996)
- Pogled iz jamborovega koša (1998)
- Tržaški odzivi (2001)
- Letteratura slovena del Litorale: vademecum / Kosovel a Trieste e altri scritti (2004) – krátká biografie
- Trst in slovenski čas (2006)

### Jiné, dokumentární
- Mali samouk (1963) – pohádka
- Skarabej v srcu (1970) – deník, vzpomínky
- Edvard Kocbek: pričevalec našega časa – rozhovor (společně s Alojzem Rebulou)
- Ta ocean, strašno odprt (1989) – deník, vzpomínky
- Žlahtne transverzale (1991) – deník
- Napoved nove plovbe (1992) – deník
- Srečko Kosovel (1993) – studie, biografie (v italštině) (ve slovinštině: Srečko Kosovel: Pričevalec zaznamovanega stoletja 2008)
- Slovenska svatba (1995) – deník
- V vodoravni legi (1997) – vzpomínky třetí osoby
- Notranji odmevi (2003) – zápisky, vzpomínky
- Meni pojejo fantje, meni pojejo! (2004)
- Moje suhote in njihovi ljudje (2008)
- Tre volte no (2009) – rozhovor (Mile Orlić)
- Zalivi: čitanka (2010) – vybrané úryvky
- Sončna ura: Pisemska korespondenca Borisa Pahorja in Marije Žagar (1961–1996) (2010) – (redigovala a poznámky napsala Urška Perenič)